# Lenguaje silbado
Un lenguaje silbado es un sistema de comunicación mediante silbidos. Los lenguajes silbados no son lenguas en el sentido estricto de la palabra, sino códigos o conversiones de los fonemas de una lengua ya existente en silbidos con  unos tonos, longitudes e intensidades determinadas. En la mayoría de los casos, el silbido se realiza con la boca, aunque algunos lenguajes silbados africanos requieren el uso de un silbato.
Debido a que la expresividad del silbido es limitada en comparación con los sistemas de comunicación verbales, los mensajes silbados son normalmente cortos y a menudo deben repetirse. La principal ventaja reside en que la comunicación puede realizarse a grandes distancias (normalmente de uno a dos kilómetros, aunque a veces alcanza los 5 km ). Normalmente, las lenguas silbadas se desarrollan en áreas de poca población y terreno inaccesible.

## Neurolingüística del lenguaje silbado
La neurolingüística es el área disciplinar dependiente de la neuroanatomía que se preocupa por la computación cerebral del lenguaje humano. Normalmente las principales áreas del cerebro que se encargan de procesar el lenguaje son áreas corticales del hemisferio izquierdo del cerebro; sin embargo, se ha demostrado que para el silbido turco (un tipo de Lenguaje silbado basado en la forma silbada del turco), requiere el uso de los dos hemisferios cerebrales por igual, debido a que la melodía, la frecuencia y el tono, los rasgos del silbido, se procesan en el hemisferio derecho.

## Lista de lenguajes silbados
Los lenguajes silbados son extremamente raros en la actualidad. Los siguientes lenguajes existen o han existido en forma silbada[cita requerida]:
- América
  -  México: amuzgo, chinanteco, chol,  kikapú, mazateco, náhuatl, otomí,  tepehua, totonaca, zapoteca
  -  Bolivia: siriono
  -  Brasil : pirahã
- Asia
  -  Birmania: chin
  -  Nepal: chepang
  -  Turquía: kuskoy
- Europa
  -  Grecia: griego silbado en la ciudad de Antia (Eubea)
  -  Francia: francés silbado en el pueblo de Aas (Pirineos)
  -  España: español (silbo gomero) en La Gomera (Islas Canarias).
- África:
  - bafia, bape birifor, bobo, burunsi, daguri, ewe, marka, tshi, ule

- Oceanía
  -  Papúa Nueva Guinea: gasup, binumarien